# Чіро Феррара
Чі́ро Ферра́ра (італ. Ciro Ferrara, нар. 11 лютого 1967, Неаполь) — колишній італійський футболіст, захисник. По завершенні ігрової кар'єри — футбольний тренер.
Як гравець насамперед відомий виступами за клуби «Наполі» та «Ювентус», а також національну збірну Італії.
Семиразовий чемпіон Італії. Дворазовий володар Кубка Італії. П'ятиразовий володар Суперкубка Італії з футболу. Володар Кубка УЄФА. Переможець Ліги чемпіонів УЄФА. Володар Суперкубка УЄФА. Володар Міжконтинентального кубка. Володар Кубка Інтертото.

## Клубна кар'єра
Вихованець футбольної школи клубу «Наполі». Дорослу футбольну кар'єру розпочав 1984 року в основній команді того ж клубу, в якій провів десять сезонів, взявши участь у 247 матчах чемпіонату. Більшість часу, проведеного у складі «Наполі», був основним гравцем захисту команди. Саме у цей період неапольська команда, капітаном якої був зірковий аргентинець Дієго Марадона, здобула обидва свої титули чемпіона Італії. По одному разу команда виборювала Кубок Італії, Суперкубок країни та Кубок УЄФА.
1994 року перейшов до клубу «Ювентус», за який відіграв 11 сезонів. Граючи у складі «Ювентуса» також здебільшого виходив на поле в основному складі команди. У складі «старої синьйори» Феррара суттєво поповнив свою колекцію футбольних трофеїв — за роки виступів у Турині він ще п'ять разів ставав чемпіоном Італії, одного разу вигравав розіграш Кубка країни, чотири рази — Суперкубка Італії. На міжнародній арені було здобуто титули переможця Ліги чемпіонів УЄФА, володаря Суперкубка УЄФА, Міжконтинентального кубка та Кубка Інтертото.
Завершив професійну кар'єру футболіста виступами за команду «Ювентуса» у 2005 році, відігравши свій ювілейний, 500-й, матч у Серії A.

## Виступи за збірні
Протягом 1985—1987 років залучався до складу молодіжної збірної Італії. На молодіжному рівні зіграв у 6 офіційних матчах, забив 1 гол.
1988 року захищав кольори олімпійської збірної Італії. У складі цієї команди також провів 6 матчів і забив 1 гол. У складі збірної був учасником футбольного турніру на Олімпійських іграх 1988 року у Сеулі.
1987 року дебютував в офіційних матчах у складі національної збірної Італії. Протягом кар'єри у національній команді, яка тривала 14 років, провів у формі головної команди країни 49 матчів. У складі збірної був учасником чемпіонату Європи 1988 року у ФРН, на якому команда здобула бронзові нагороди, домашнього для італійців чемпіонату світу 1990 року, де команда також фінішувала третьою, чемпіонату Європи 2000 року у Бельгії та Нідерландах, де разом з командою здобув «срібло».

## Кар'єра тренера
Розпочав тренерську кар'єру відразу ж по завершенні кар'єри гравця, 2005 року, увійшовши до тренерського штабу національної збірної Італії.
У 2009—2010 роках був головним тренером команди клубу «Ювентус».
З 2010 року очолював тренерський штаб молодіжної збірної Італії. Влітку 2012 року став головним тренером «Сампдорії», з якої, втім, був звільнений у грудні того ж року через незадовільні результати команди.
| Дата       | Місто             | Господарі         | Результат             | Гості             | Турнір                              | Голи | Примітки  |
| ---------- | ----------------- | ----------------- | --------------------- | ----------------- | ----------------------------------- | ---- | --------- |
| 10/06/1987 | Цюрих             | Італія            | 3 – 1                 | Аргентина         | товариський матч                    | -    |           |
| 17/10/1987 | Берн              | Швейцарія         | 0 – 0                 | Італія            | Відбір до ЧЄ 1988                   | -    |           |
| 14/11/1987 | Неаполь           | Італія            | 2 – 1                 | Швеція            | Відбір до ЧЄ 1988                   | -    |           |
| 27/04/1988 | Люксембург        | Люксембург        | 0 – 3                 | Італія            | товариський матч                    | -    |           |
| 19/10/1988 | Пескара           | Італія            | 2 – 1                 | Норвегія          | товариський матч                    | -    |           |
| 16/11/1988 | Рим               | Італія            | 1 – 0                 | Нідерланди        | товариський матч                    | -    |           |
| 22/12/1988 | Перуджа           | Італія            | 2 – 0                 | Шотландія         | товариський матч                    | -    |           |
| 22/02/1989 | Піза              | Італія            | 1 – 0                 | Данія             | товариський матч                    | -    |           |
| 29/03/1989 | Сібіу             | Румунія           | 1 – 0                 | Італія            | товариський матч                    | -    |           |
| 26/04/1989 | Таранто           | Італія            | 4 – 0                 | Угорщина          | товариський матч                    | -    |           |
| 20/09/1989 | Чезена            | Італія            | 4 – 0                 | Болгарія          | товариський матч                    | -    |           |
| 14/10/1989 | Болонья           | Італія            | 0 – 1                 | Бразилія          | товариський матч                    | -    |           |
| 11/11/1989 | Віченца           | Італія            | 1 – 0                 | Алжир             | товариський матч                    | -    |           |
| 21/12/1989 | Кальярі           | Італія            | 0 – 0                 | Аргентина         | товариський матч                    | -    |           |
| 21/02/1990 | Роттердам         | Нідерланди        | 0 – 0                 | Італія            | товариський матч                    | -    |           |
| 31/03/1990 | Базель            | Швейцарія         | 0 – 1                 | Італія            | товариський матч                    | -    |           |
| 07/07/1990 | Барі              | Італія            | 2 – 1                 | Англія            | ЧС 1990 - матч за 3 місце           | -    | 3-є місце |
| 03/11/1990 | Рим               | Італія            | 0 – 0                 | СРСР              | Відбір до ЧЄ 1992                   | -    |           |
| 22/12/1990 | Лімасол           | Кіпр              | 0 – 4                 | Італія            | Відбір до ЧЄ 1992                   | -    |           |
| 13/02/1991 | Терні             | Італія            | 0 – 0                 | Бельгія           | товариський матч                    | -    |           |
| 01/05/1991 | Салерно           | Італія            | 3 – 1                 | Угорщина          | Відбір до ЧЄ 1992                   | -    |           |
| 05/06/1991 | Осло              | Норвегія          | 2 – 1                 | Італія            | Відбір до ЧЄ 1992                   | -    |           |
| 16/06/1991 | Стокгольм         | Італія            | 1 – 1 д.ч. (3-2 п.п.) | СРСР              | Scania Cup                          | -    |           |
| 25/09/1991 | Софія (місто)     | Болгарія          | 2 – 1                 | Італія            | товариський матч                    | -    |           |
| 12/10/1991 | Москва            | СРСР              | 0 – 0                 | Італія            | Відбір до ЧЄ 1992                   | -    |           |
| 19/06/1995 | Лозанна           | Швейцарія         | 0 – 1                 | Італія            | Турнір сторіччя федерації Швейцарії | -    |           |
| 21/06/1995 | Цюрих             | Італія            | 0 – 2                 | Німеччина         | Турнір сторіччя федерації Швейцарії | -    |           |
| 06/09/1995 | Удіне             | Італія            | 1 – 0                 | Словенія          | Відбір до ЧЄ 1996                   | -    |           |
| 08/10/1995 | Спліт             | Хорватія          | 1 – 1                 | Італія            | Відбір до ЧЄ 1996                   | -    |           |
| 11/11/1995 | Барі              | Італія            | 3 – 1                 | Україна           | Відбір до ЧЄ 1996                   | -    |           |
| 15/11/1995 | Реджо-нель-Емілія | Італія            | 4 – 0                 | Литва             | Відбір до ЧЄ 1996                   | -    |           |
| 24/01/1996 | Терні             | Італія            | 3 – 0                 | Уельс             | товариський матч                    | -    |           |
| 29/05/1996 | Кремона           | Італія            | 2 – 2                 | Бельгія           | товариський матч                    | -    |           |
| 05/10/1996 | Кишинів           | Молдова           | 1 – 3                 | Італія            | Відбір до ЧС 1998                   | -    |           |
| 09/10/1996 | Перуджа           | Італія            | 1 – 0                 | Грузія            | Відбір до ЧС 1998                   | -    |           |
| 22/01/1997 | Палермо           | Італія            | 2 – 0                 | Північна Ірландія | товариський матч                    | -    |           |
| 12/02/1997 | Лондон            | Англія            | 0 – 1                 | Італія            | Відбір до ЧС 1998                   | -    |           |
| 29/03/1997 | Трієст            | Італія            | 3 – 0                 | Молдова           | Відбір до ЧС 1998                   | -    |           |
| 02/04/1997 | Хожув             | Польща            | 0 – 0                 | Італія            | Відбір до ЧС 1998                   | -    |           |
| 30/04/1997 | Неаполь           | Італія            | 3 – 0                 | Польща            | Відбір до ЧС 1998                   | -    |           |
| 04/06/1997 | Нант              | Італія            | 0 – 2                 | Англія            | Турнір Франції                      | -    |           |
| 10/09/1997 | Тбілісі           | Грузія            | 0 – 0                 | Італія            | Відбір до ЧС 1998                   | -    |           |
| 15/11/1997 | Неаполь           | Італія            | 1 – 0                 | Росія             | Відбір до ЧС 1998                   | -    |           |
| 28/01/1998 | Катанія           | Італія            | 3 – 0                 | Словаччина        | товариський матч                    | -    |           |
| 13/11/1999 | Лечче             | Італія            | 1 – 3                 | Бельгія           | товариський матч                    | -    |           |
| 23/02/2000 | Палермо           | Італія            | 1 – 0                 | Швеція            | товариський матч                    | -    |           |
| 29/03/2000 | Барселона         | Іспанія           | 2 – 0                 | Італія            | товариський матч                    | -    |           |
| 03/06/2000 | Осло              | Норвегія          | 1 – 0                 | Італія            | товариський матч                    | -    |           |
| 19/06/2000 | Ейндговен         | Італія            | 2 – 1                 | Швеція            | ЧЄ 2000 - 1-й етап                  | -    |           |
| Усього     |                   | Матчів (42 місце) | 49                    |                   | Голів                               | 0    |           |

## Титули і досягнення
- Чемпіон Італії (7):

«Наполі»: 1986-87, 1989-90
«Ювентус»: 1994-95, 1996-97, 1997-98, 2001-02, 2002-03
- Чемпіон Італії, анульований титул (1):

«Ювентус»: 2004-05
- Володар Кубка Італії (2):

«Наполі»: 1986-87
«Ювентус»: 1994-95
- Володар Суперкубка Італії з футболу (5):

«Наполі»: 1990
«Ювентус»: 1995, 1997, 2002, 2003
- Володар Кубка УЄФА (1):

«Наполі»: 1988-89
- Переможець Ліги чемпіонів УЄФА (1):

«Ювентус»: 1995-96
- Володар Суперкубка УЄФА (1):

«Ювентус»: 1996
- Володар Міжконтинентального кубка (1):

«Ювентус»: 1996
- Володар Кубка Інтертото (1):

«Ювентус»: 1999
- Віце-чемпіон Європи: 2000
- Бронзовий призер чемпіонату світу: 1990